# 夸蒂斯
夸蒂斯是巴西里约热内卢州的一个市镇。总面积286.244平方公里，总人口13137人，人口密度45.9人/平方公里。